# Massey Ferguson
Massey Ferguson Limited er et internationalt firma fra Duluth, Georgia, som fremstiller maskiner og landbrugsredskaber til landbruget. Firmaet producerer traktorer, mejetærskere, ballepressere, jordbearbejdninngsredskaber, græsslåmaskiner med mere.

## Historie
Massey-Fergusons rødder går tilbage til året 1847, da Daniel Massey i Newcastle, Ontario, grundlagde Massey Manufacturing Company. 1891 fusionerede Massey Manufacturing Company med det af Alanson Harris etablerede firma A. Harris and Son Implement. Det deraf opståede firma fik navnet Massey-Harris Company Limited.
Harry Ferguson opfandt kort før udbruddet af den 2. Verdenskrig trepunktshydraulikken. Først samarbejdede han med traktorproducenten David Brown Ltd., så med Henry Ford. Grundet patentstridigheder med Ford Motor Company opsagde han i 1947 samarbejdet med Ford og samarbejdede fra nu af med Sir John Blacks Standard Motor Company, der fra 1948 leverede benzinmotorer og fra 1951 dieselmotorer til Ferguson traktorerne. Efter fusionen til Massey-Harris-Ferguson Company Limited blev også det britiske firma Perkins Engines Company Ltd. overtaget.
Nogen af Ferguson/Massey Fergusons mest succesfulde traktorer var modellerne Ferguson 20, Ferguson 31, Ferguson 35, Massey-Ferguson 35 og MF 65.
1953 fusionerede Massey-Harris Company med Harry Ferguson Limited og kom nu til at hedde Massey Ferguson Company. Senere forlod Harry Ferguson firmaet, for med sit nye firma Ferguson Research at bygge racerbiler.
Siden 1995 tilhører Massey Ferguson det amerikanske firma AGCO-Corporation.
Til den aktuelle produktpalet hører traktorerne:
MF 1500 – MF 2600 – MF 3600 – MF 4600 – MF 5700 – MF 6700s – MF 7700 – MF 8700

## Udstyr til moderne MF-traktorer
De aktuelle MF modeller har blandt andet powershift gear, som gør det muligt at at opnå en passende fart med et lavt omdrejningstal, som giver traktoren en højere ydelse og et bedre diesel forbrug.